# Heinz Beckmann
Heinz Beckmann (29 de Junho de 1913 - † 28 de Julho de 1943) foi um comandante de U-Boot que serviu na Kriegsmarine durante a Segunda Guerra Mundial.